# FC 볼린 루츠크

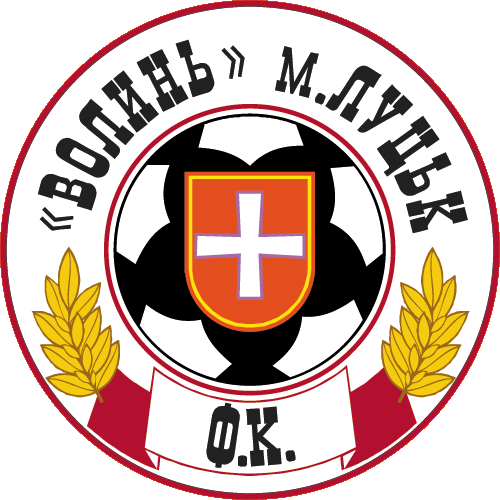

FC 볼린 루츠크(ФК "Волинь" Луцьк)는 우크라이나 루츠크를 연고로 하는 축구 클럽이다.

## 수상
- 우크라이나 1부 리그
  - 우승 : (1) 2001–02
  - 준우승 : (1) 2009–10